# Topstukkendecreet
Het Topstukkendecreet, voluit het Decreet houdende bescherming van het roerend cultureel erfgoed van uitzonderlijk belang, is een Vlaams decreet van 24 januari 2003, gewijzigd op 10 maart 2023. De Vlaamse overheid wil met dit decreet haar belangrijkste cultureel roerend erfgoed beschermen. Art. 2bis van het Topstukkendecreet omschrijft een topstuk als "[e]en roerend goed of een verzameling [dat] vanwege de archeologische, historische, cultuurhistorische, artistieke of wetenschappelijke betekenis ervan voor de Vlaamse Gemeenschap als zeldzaam en onmisbaar beschouwd moet worden."
De overheid stelde een beperkte lijst op van werken die in Vlaanderen bewaard moeten blijven omwille van hun bijzondere archeologische, historische, cultuurhistorische, artistieke of wetenschappelijke betekenis. De Raad voor het behoud van het roerend cultureel erfgoed (ook wel Topstukkenraad genoemd) adviseert de minister over de bescherming van cultuurgoederen en de restauratiesubsidies voor topstukken.

## Topstukkenraad
Anno 2023 bestond deze raad uit de volgende personen:
- Thomas Leysen, voorzitter
- Sabine Taevernier
- Werner Adriaenssens
- Jan Ceuleers
- Leen van Dijck
- Gerrit Vanden Bosch
- Ben van Beneden
- Anne van Grevenstein-Kruse
- Lieve Watteeuw

In 2023 wordt in het Antwerpse Museum aan de Stroom (MAS) een jubuleumtentoonstelling georganiseerd, naar aanleiding van 20 jaar Topstukkendecreet.Zeldzaam & onmisbaar,er werdend een 100-tal Topstukken geselecteerd. 

## Topstukkenlijst
Enkel meesterwerken en objecten die beantwoorden aan strenge selectiecriteria, komen op deze lijst terecht, meestal op advies van de Topstukkenraad. De lijst is ondergebracht in een online raadpleegbare databank. In augustus 2023 omvatte de Topstukkenlijst 1041 topstukken.